# Jigme Thinley

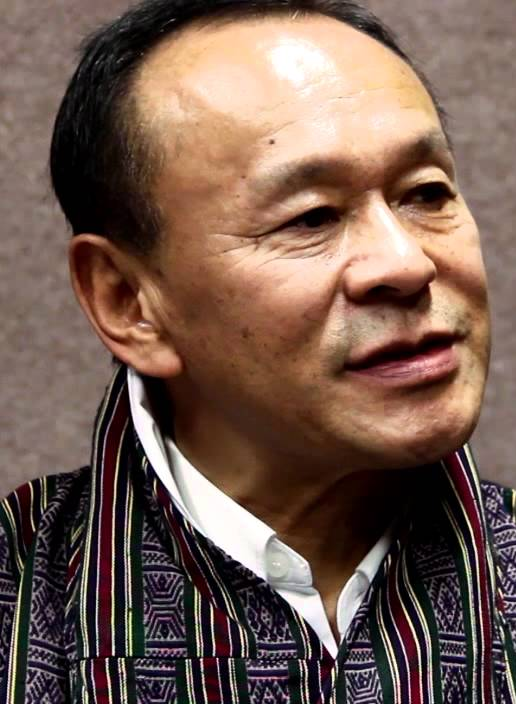
Jigme Thinley

Lyonchhen Jigme Yoser Thinley (Bumthang, 9 september 1952) is een Bhutanees politicus. Hij was driemaal minister-president van Bhutan, in de periodes 1998-1999, 2003-2004 en 2008-2013.

## Biografie
Thinley behaalde een academische graad aan de Universiteit van Delhi. Van 1974 tot 1976 studeerde hij aan de Pennsylvania State University. Na zijn terugkeer in Bhutan begon hij zijn politieke loopbaan op het ministerie van Ontwikkelingssamenwerking. Van 1987 tot 1989 was Thinley permanent vertegenwoordiger bij de Verenigde Naties voor Bhutan. Tussen 1998 en 2003 was hij minister van Buitenlandse Zaken en van 2003 tot 2007 was hij minister van Cultuur en Binnenlandse Zaken. In deze periode bekleedde Thinley ook tweemaal het premierschap (1998-1999 en 2003-2004), dat destijds een roulerende functie voor één jaar was.
In maart 2008 werd hij leider van de Bhutaanse partij voor Vrede en Welvaart (DPT). Zij wonnen de eerste vrije verkiezingen van Bhutan met 45 van de 47 zetels. Op 9 april 2008 werd Thinley geïnstalleerd als minister-president. Hij behield deze functie gedurende vijf jaar.
In juli 2009 werd Thinley lid van de adviesraad van de SNV Netherlands Development Organisation.